# Monument ter ere van de gebroeders Van Eyck
Het monument ter ere van de gebroeders Van Eyck is een 20e-eeuws gedenkteken in de Belgische stad Gent.

## Achtergrond
Met de wereldtentoonstelling van 1913 in aantocht, kregen de architect Valentin Vaerwyck en de beeldhouwer Geo Verbanck begin juli 1912 de opdracht een monument te maken ter herinnering aan de 15e-eeuwse schilders Hubert van Eyck en Jan van Eyck. Opdrachtgever was schepen Joseph Casier, voorzitter van de Stedelijke Commissie voor Monumenten en Stadsgezichten en directeur van de Wereldtentoonstelling.
Vaerwyck was verantwoordelijk voor de architecturale uitvoering en Verbanck voor het beeldhouwwerk. Ze maakten een ontwerp voor een monument waarin Het Lam Gods centraal stond, een bekend altaarstuk van de gebroeders Van Eyck in de Gentse Sint-Baafskathedraal. Dit ontwerp werd echter verworpen. In hun nieuw en finaal goedgekeurd ontwerp zijn de beide broers de centrale figuren.  
Voor de totstandkoming van het monument werd internationaal geld ingezameld. Wie zich voor voldoende geld inschreef kon aanspraak maken op een herdenkingsmedaille gemaakt door de beeldhouwer Jules Jourdain.
Het geheel werd geplaatst op het Geraard De Duivelhof, een driehoekig pleintje in de directe nabijheid van de Sint-Baafskathedraal. De beeldengroep staat met de rug naar de Vijdkapel, waar Het Lam Gods oorspronkelijk hing.
Het monument werd op 9 augustus 1913 onthuld, naar aanleiding van het Internationaal Congres van de Maatschappij voor Geschiedenis en Oudheidkunde, in aanwezigheid van onder anderen koning Albert I, organisatoren van de wereldtentoonstelling, autoriteiten van de provincie en de stad Gent en afgevaardigden van diverse kunstacademies in binnen- en buitenland.
In 2013-2015 is het monument gerestaureerd, waarbij onder andere de 19 wapenschilden aan de zij- en achterkant een nieuwe emaillen laag kregen.

## Beschrijving
Centraal zitten op een verhoogde dubbele troon de broers Van Eyck, beiden in traditionele 15e-eeuwse klederdracht. Hubert houdt een opengeslagen bijbel op zijn schoot en heeft aan zijn rechtervoet een palet met kwasten staan, Jan houdt zijn schilderspalet in zijn linkerhand. Het beeld is onder Huberts palet gesigneerd met "G. Verbanck 1912". Aan weerszijden van de schilders staan beeldengroepen van (halfnaakte) mannen, vrouwen en kinderen, die hulde brengen met kransen en bloemenslingers. Zij symboliseren de tijdloze universele mensheid, ontdaan van alle uiterlijke tekenen. 
Aan de achterzijde van het monument is een staande, bronzen engel geplaatst als genius van de schilderkunst. De engel heeft de vleugels gespreid en houdt een lauwerkrans in de handen. Aan weerszijden van de genius is een Latijnse tekst te lezen: 

Eximiis Pictoribus Huberto et Johanni Van Eyck
Belgarum Aliarumque Gentium Aere Publico Privatoque

Nederlandse vertaling: Aan de grote schilders Hubert en Jan Van Eyck van de Belgen en andere naties in de publieke en private sfeer
De troon en trappen van het monument werden uitgevoerd in blauwe hardsteen, de beelden werden in brons gegoten bij de Fonderie Nationale des Bronzes. Aan de zij- en achterkant van het monument zijn in geëmailleerd brons uitgevoerde wapenschilden geplaatst van de landen die hebben bijgedragen aan de totstandkoming van het monument.

## Galerij

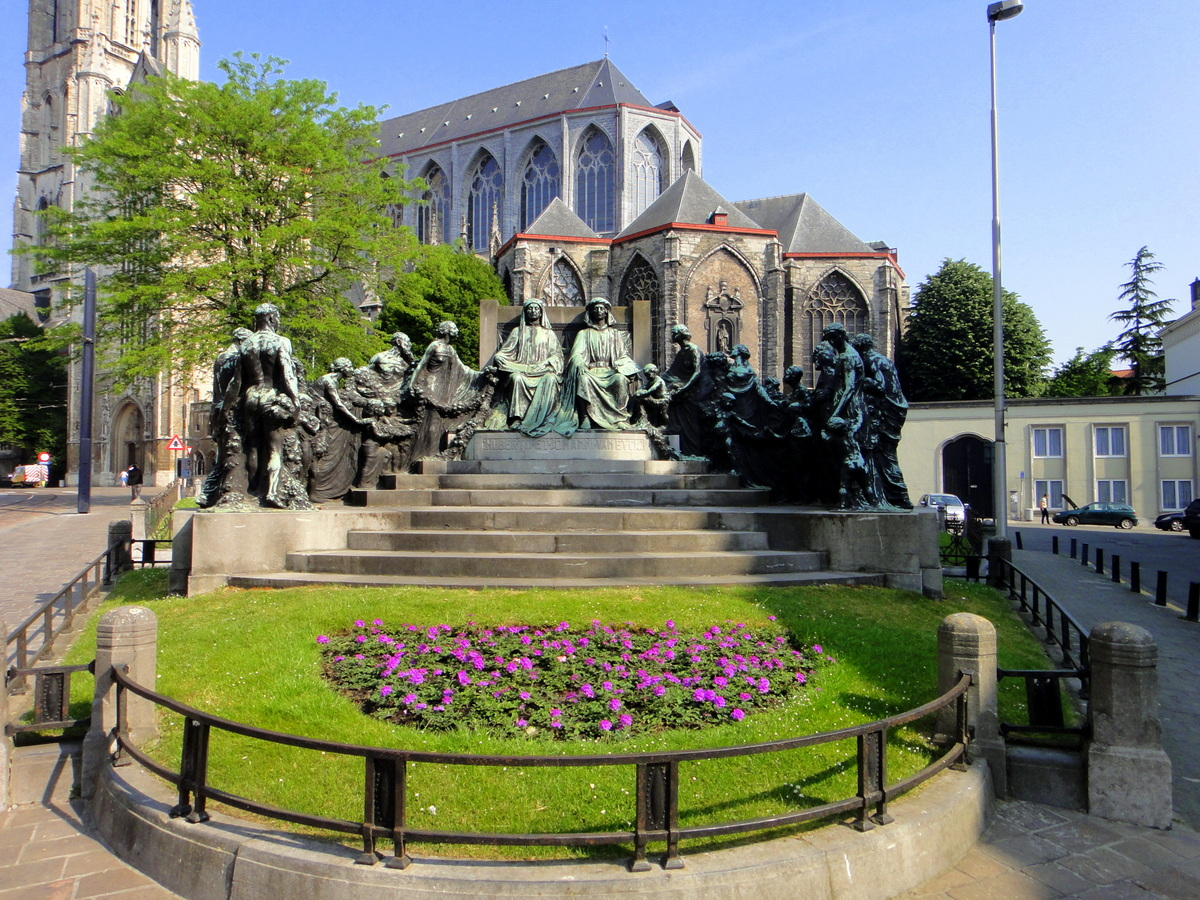
voorzijde
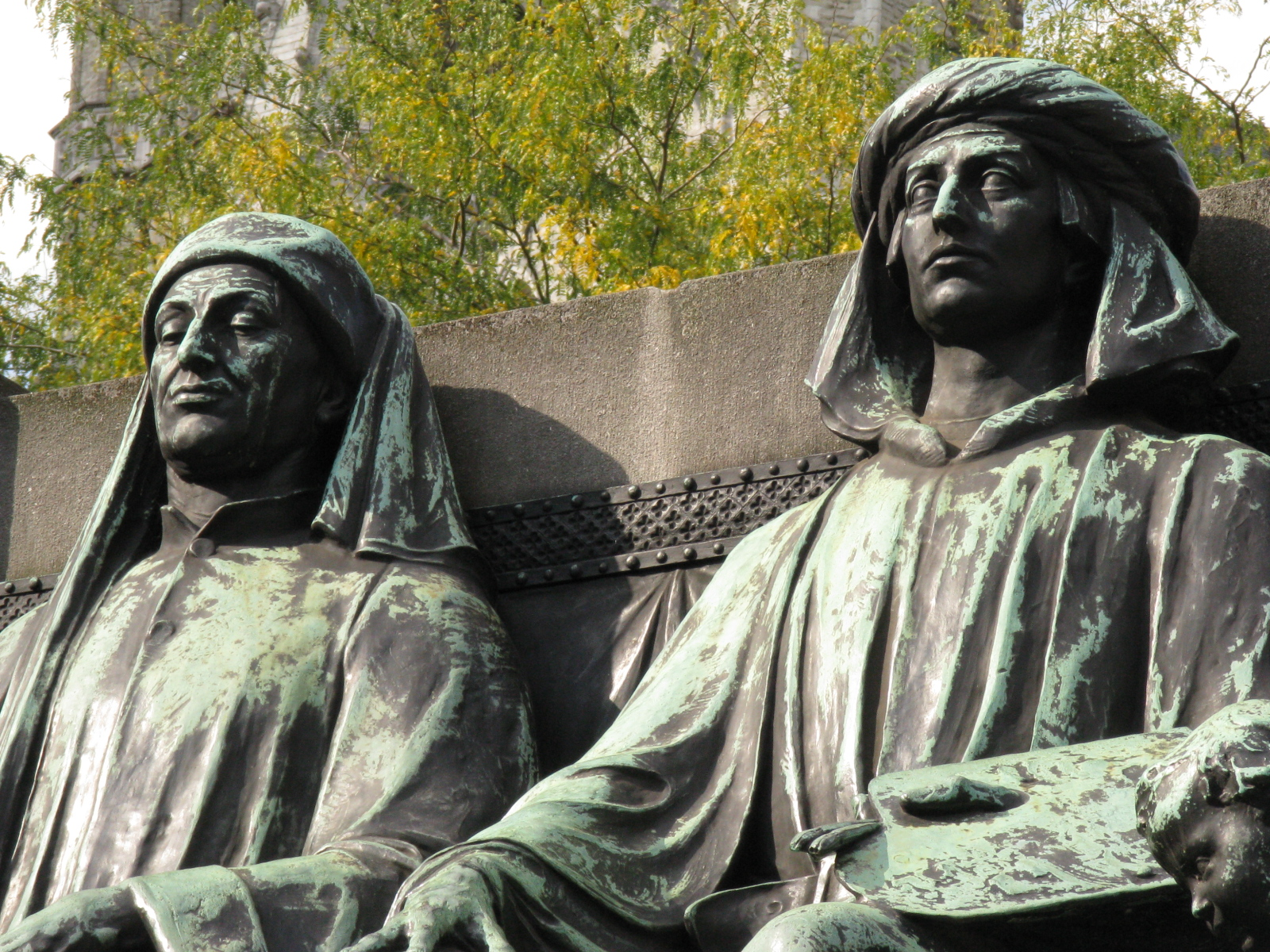
voorzijde - de gebroeders Van Eyck
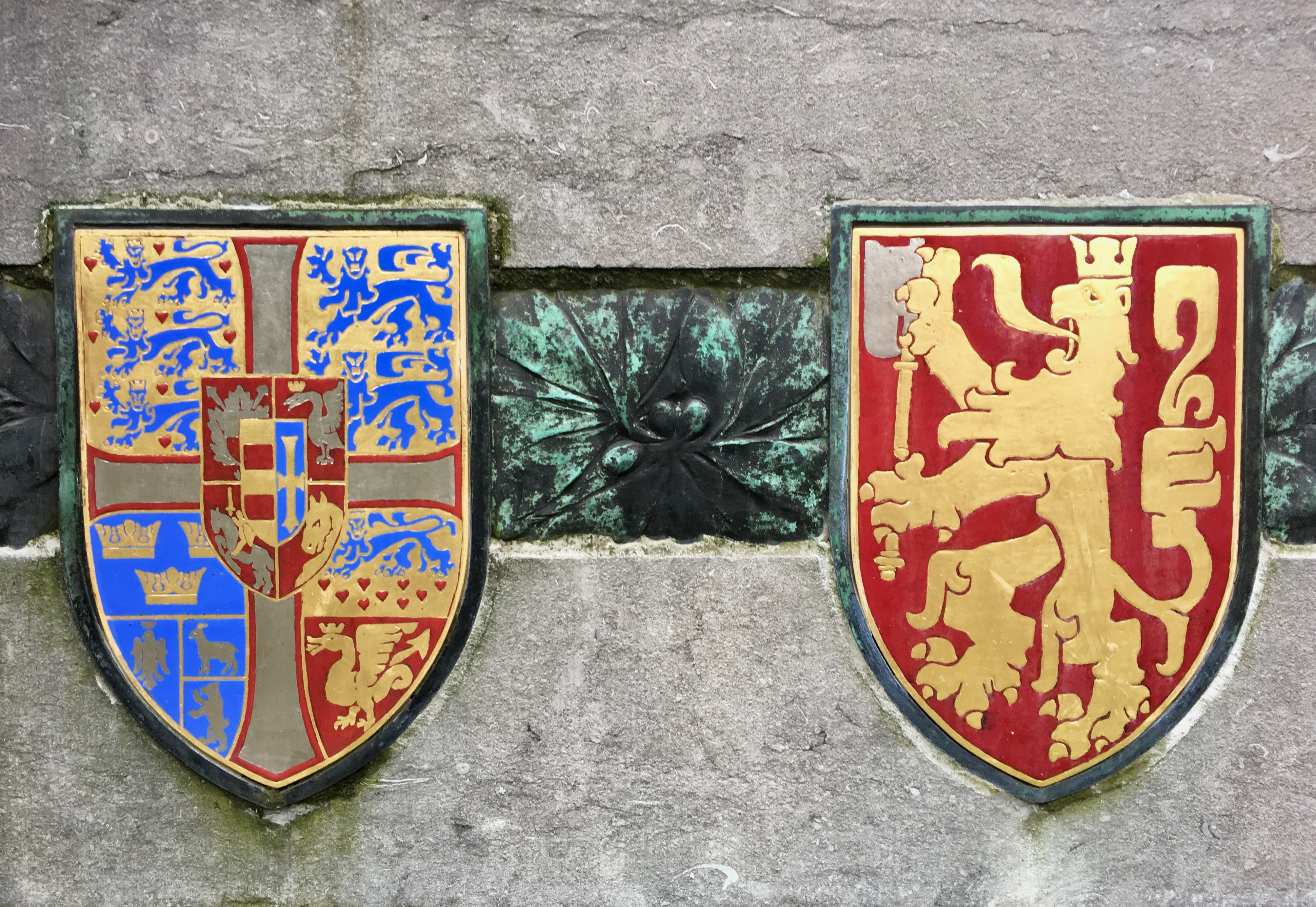
voetstuk zij- en achterkant   wapenschilden
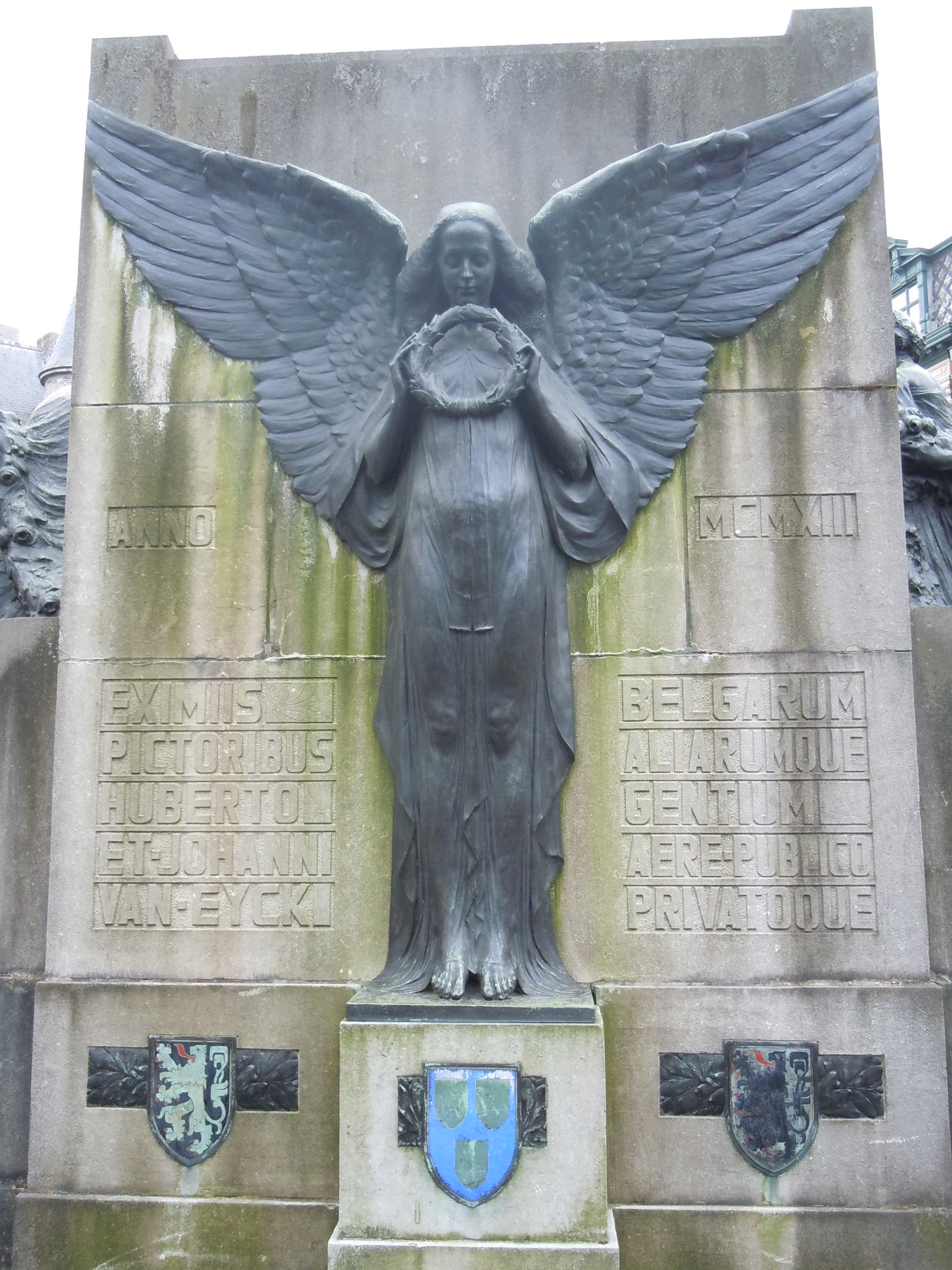
achterzijde: Genius van de schilderkunst